# 看見 (2013年書籍)
《看见》是央视主持人柴静讲述央视数年经历的自传性作品。
2025年5月15日，《看见》出版方北京贝贝特出版顾问有限公司发出通知，指该书因质量问题停止出版发行并下架召回。一周后，《看见》在淘宝、京东、拼多多等电商平台下架，有超30万条书评的豆瓣页面亦遭删除。

## 内容简介
全书以关注新闻中的人为主线展开记叙了包括非典、虐猫事件、汶川地震、药家鑫案等事件。表达了作者本人作为一名记者最真实的经历和感受。